# لينا (ممثلة)
لينا (هانغل: 린아) هي مغنية وممثلة كورية جنوبية، ولدت في 18 فبراير 1984 في كوريا الجنوبية.